# Manuel de la Pinta Leal
Manuel de la Pinta Leal (Màlaga, 1905 - 30 de setembre de 1936) fou un polític republicà, alcalde de Cadis.

## Biografia
El seu pare era carrabiner i va ser destinat a la ciutat de Cadis. Estudia a la Facultat de Medicina de Cadis i obté el títol de Medicina i Cirurgia l'any 1927 amb un brillant expedient. Va ser professor adjunt de la Facultat de Medicina de Cadis i passava consulta al carrer San Pedro, 1 amb el número de Col·legiat 357.
Aproximadament l'any 1935 cursa oposicions a Madrid per a la càtedra de metge forense, obtenint el número u. Va ser alcalde de Cadis en dos períodes: 1933 a 1935 i del 20 de febrer de 1936 a 18 de juliol del mateix any, data de la revolta militar que va donar lloc a la Guerra Civil.
Manuel de la Pinta tornava a Cadis des de Madrid el 18 de juliol, malgrat els consells de la seva família, que li demanaven que es quedés a la capital o que partís immediatament a Tànger. El seu tren va ser detingut a Còrdova junt amb la resta dels seus viatgers. Un falangista el va identificar i va passar a formar part dels nombrosos detinguts. Dos mesos i mig després va ser afusellat al Castell de Santa Catalina (30 de setembre de 1936), per defensar la Segona República Espanyola. Els seus pares i les seves germanes es van assabentar per la premsa.
Recentment ha estat nomenat Fill Adoptiu (a títol pòstum), nomenament que va recollir la seva neboda Virtudes, al no poder assistir la seva mare per l'avançat de la seva edat (92 anys). També la seva imatge ha passat a engrossir la galeria de retrats dels alcaldes que hi ha a l'Ajuntament de Cadis.